# Arnus Vallis
L'Arnus Vallis è una struttura geologica della superficie di Marte.